# Andrena solenopalpa
Andrena solenopalpa is een vliesvleugelig insect uit de familie Andrenidae. De wetenschappelijke naam van de soort is voor het eerst geldig gepubliceerd in 1945 door Benoist.